# جدال بزرگ
جدال بزرگ فیلمی به کارگردانی علی‌اصغر شادروان و نویسندگی غلامحسین محمدحسن‌زاده ساختهٔ سال ۱۳۶۹ است.

## خلاصه
ناخدای یک لنج مسافرکش در جنوب، به نظر توسط شریکش به قتل می رسد، حال آنکه مسبب اصلی قتل قاضی شهر است و هم اوست که مانع شکل گیری تحقیق در خصوص شناسایی قاتل می شود.

## بازیگران
- جهانگیر الماسی
- محمد صالح‌علا
- چنگیز وثوقی
- عنایت‌الله شفیعی
- علی مشروطه
- صدرالدین حجازی
- محمد ورشوچی
- حمید دلشکیب
- پرویز شکری
- غلامرضا فرامرزیان
- حسین نیازی
- مژگان لطفی
- منوچهر لطفی
- ضیاء امیری
- سهراب جلالی
- قاسم آهنین جان
- عبدالرحیم افشارکاتب
- مازیار حیدری
- شیرمراد گودرزی
- حسین معطوف
- احمد محمدی مهر
- احمد مکاری شریفی
- تانیا جوهری